# Hot Springs Village
Hot Springs Village är en ort (CDP) i Garland County, och  Saline County, i delstaten Arkansas, USA. Enligt United States Census Bureau har orten en folkmängd på 12 807 invånare (2010) och en landarea på 139 km².